# 地球たべもの大百科
『地球たべもの大百科』（ちきゅうたべものだいひゃっか）は、1999年4月6日から2002年3月15日までNHK教育テレビジョンで放送されていた学校放送である。

## 概要
世界各国の料理を通じて国々の生活習慣・文化・歴史を知るという趣向の、国際理解教育を目的にした番組。小学校高学年から中学生までを対象にしていた。
放送期間中、ポプラ社から番組の関連書籍『国際理解にやくだつ NHK地球たべもの大百科』全14巻が発売された。
1998年12月21日に『地球食べもの大百科』としてパイロット版が放送、キャスターは遠藤久美子が担当した。

## 放送時間
いずれも日本標準時、別の時間帯での再放送あり。
| 期間                          | 放送時間                                                       |
| ----------------------------- | -------------------------------------------------------------- |
| 1999年4月6日 - 2000年3月14日  | 火曜日 11:00 - 11:15 2000年3月28日の再放送もこの時間帯で実施。 |
| 2000年4月13日 - 2001年3月15日 | 木曜日 10:00 - 10:15                                           |
| 2001年4月13日 - 2002年3月15日 | 金曜日 10:00 - 10:15                                           |

## キャスト
- ナビゲーター - FLIP-FLAP[3]
- イートの声 - 柴本浩行
- ナレーター - 中村秀利

## 放送リスト

### 1999年度
| 回 | タイトル                           | 初回放送日      |
| -- | ---------------------------------- | --------------- |
| 1  | チャオ スパゲッティ                | 1999年04月06日  |
| 2  | もっと知りたいスパゲッティの秘密   | 1999年04月20日  |
| 3  | ナマステ カレー                    | 1999年05月11日  |
| 4  | もっと知りたいカレーの秘密         | 1999年05月25日  |
| 5  | ニーハオ ぎょうざ                  | 1999年06月08日  |
| 6  | もっと知りたいぎょうざの秘密       | 1999年06月22日  |
| 7  | いっちょうあがり江戸前寿司（すし） | 1999年07月06日  |
| 8  | ココやし料理                       | 1999年08月24日  |
| 9  | もっと知りたいココやし料理の秘密   | 1999年09月14日  |
| 10 | フランス料理                       | 1999年09月28日  |
| 11 | もっと知りたいフランス料理の秘密   | 1999年10月12日  |
| 12 | タコス                             | 1999年10月26日  |
| 13 | もっと知りたいタコスの秘密         | 1999年11月09日  |
| 14 | お茶とケーキ                       | 1999年11月26日  |
| 15 | もっと知りたいお茶とケーキの秘密   | 1999年12月07日  |
| 16 | バイキング料理                     | 2000年01月11日  |
| 17 | もっと知りたいバイキング料理の秘密 | 2000年01月25日  |
| 18 | ジャガイモ料理                     | 2000年02月08日  |
| 19 | もっと知りたいジャガイモ料理の秘密 | 2000年02月022日 |
| 20 | 年間のまとめ                       | 2000年03月07日  |

### 2000年度
| 回 | タイトル                          | 放送日         |
| -- | --------------------------------- | -------------- |
| 1  | タイ〜体験編                      | 2000年04月13日 |
| 2  | タイ〜データ編                    | 2000年04月27日 |
| 3  | 韓国〜体験編                      | 2000年05月18日 |
| 4  | 韓国〜データ編                    | 2000年06月01日 |
| 5  | インド〜体験編                    | 2000年06月15日 |
| 6  | インド〜データ編                  | 2000年06月29日 |
| 7  | 特別編〜アジアと日本              | 2000年07月13日 |
| 8  | エジプト 豆料理〜体験編           | 2000年08月31日 |
| 9  | エジプト 豆料理〜データ編         | 2000年09月21日 |
| 10 | スペイン パエリア〜体験編         | 2000年10月05日 |
| 11 | スペイン パエリア〜データ編       | 2000年10月19日 |
| 12 | スイス チーズフォンデュ〜体験編   | 2000年11月02日 |
| 13 | スイス チーズフォンデュ〜データ編 | 2000年11月16日 |
| 14 | メキシコ タコス〜体験編           | 2000年11月30日 |
| 15 | メキシコ料理 タコス〜データ編     | 2000年12月14日 |
| 16 | ロシア料理〜体験編                | 2001年01月11日 |
| 17 | ロシア料理〜データ編              | 2001年01月25日 |
| 18 | 中国料理〜体験編                  | 2001年02月08日 |
| 19 | 中国料理〜データ編                | 2001年02月22日 |
| 20 | 年間のまとめ・日本料理            | 2001年03月08日 |

### 2001年度
| 回 | タイトル                            | 放送日         |
| -- | ----------------------------------- | -------------- |
| 1  | ドイツ ジャガイモ〜体験編           | 2001年11月30日 |
| 2  | メキシコ料理 タコス〜データ編       | 2001年12月14日 |
| 3  | ノルウェー バイキング料理〜体験編   | 2001年01月11日 |
| 4  | ノルウェー バイキング料理〜データ編 | 2001年01月25日 |